# Podhořice
Podhořice (německy Podhorschitz) je malá vesnice, část obce Jeřišno v okrese Havlíčkův Brod. Nachází se asi 1 km na severovýchod od Jeřišna. V roce 2009 zde bylo evidováno 12 adres. V roce 2001 zde trvale žilo 23 obyvatel.
Podhořice leží v katastrálním území Jeřišno o výměře 5,33 km2.

## Fotogalerie

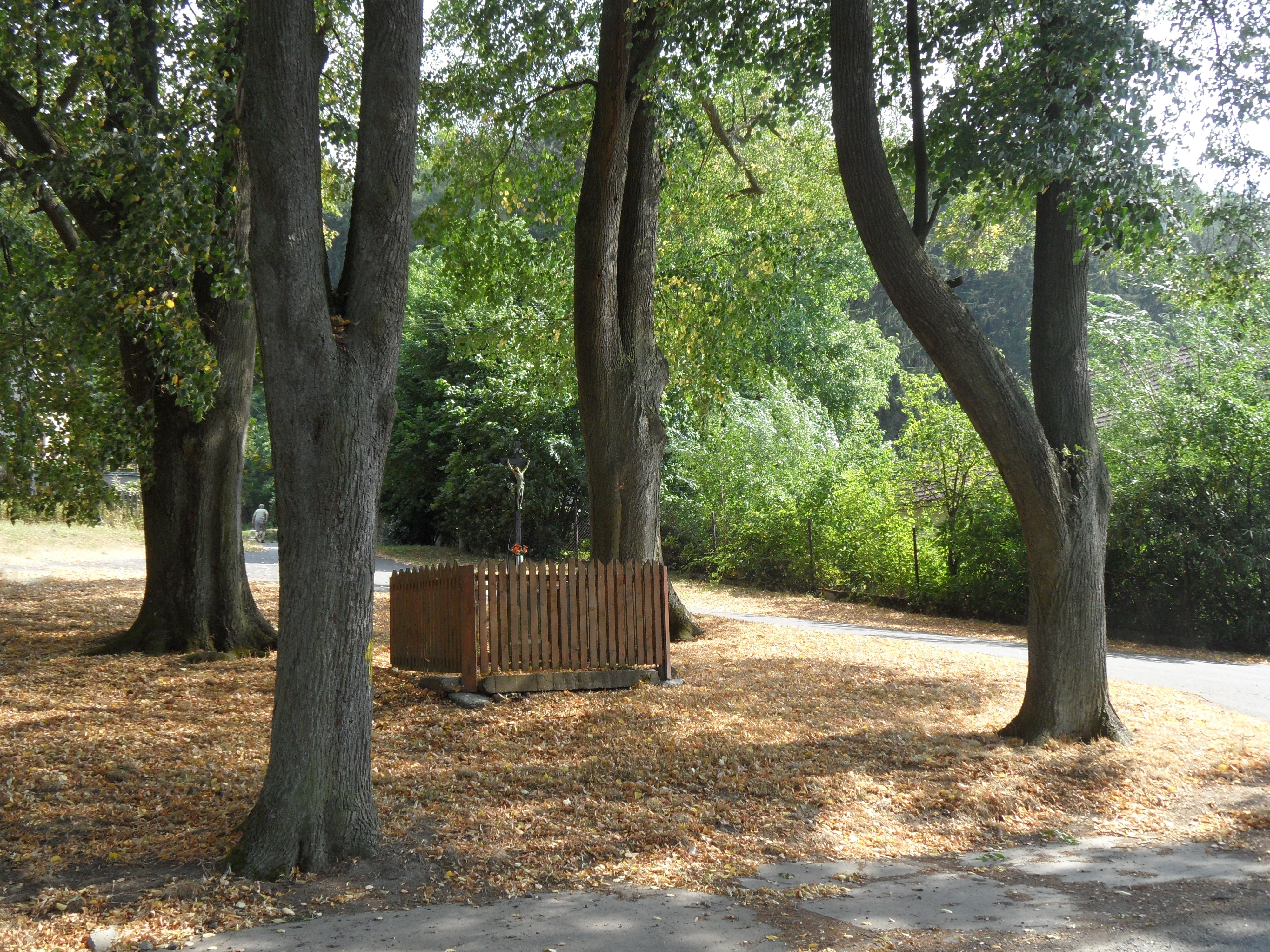
Křížek mezi stromy
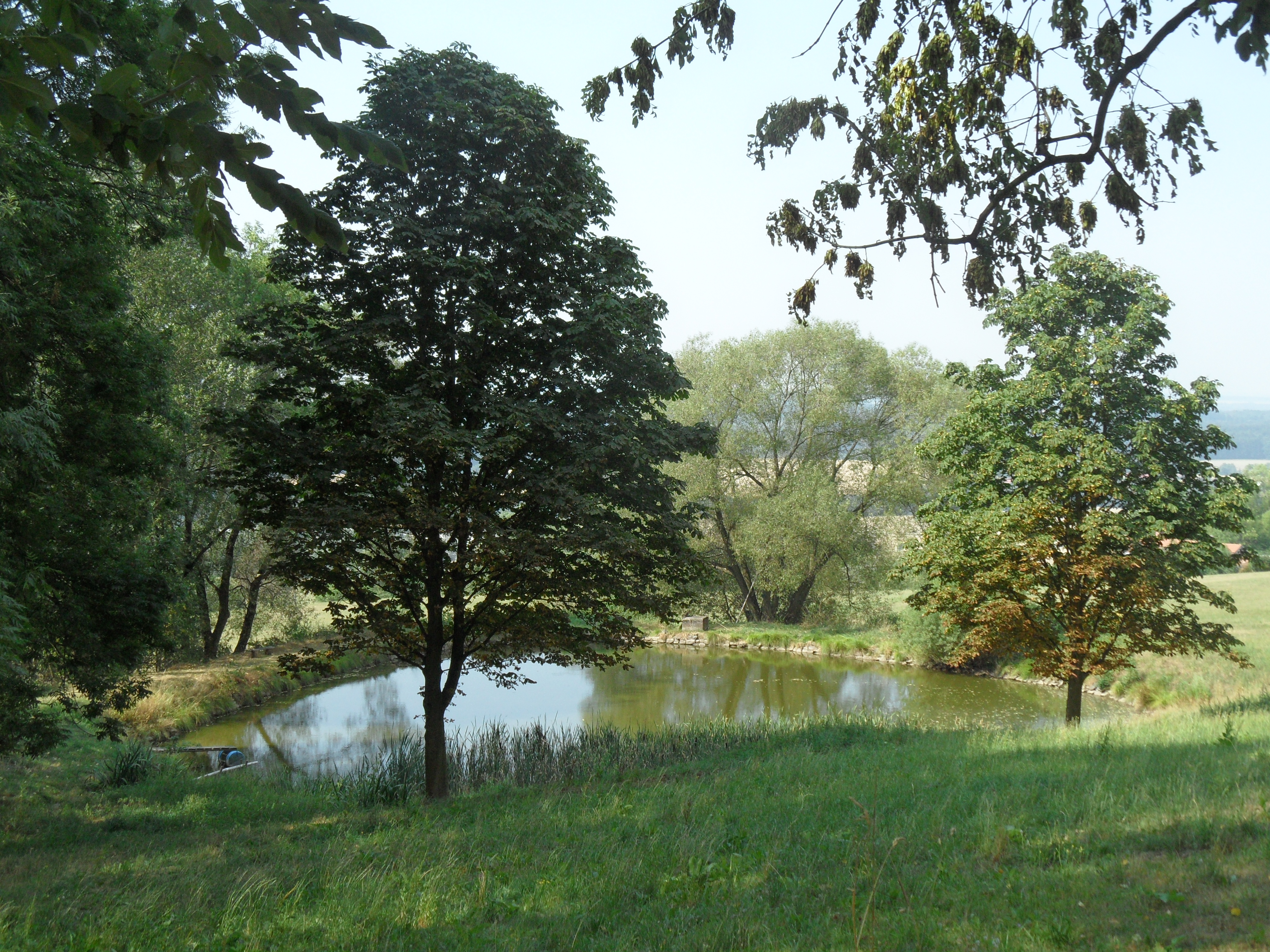
Rybníček
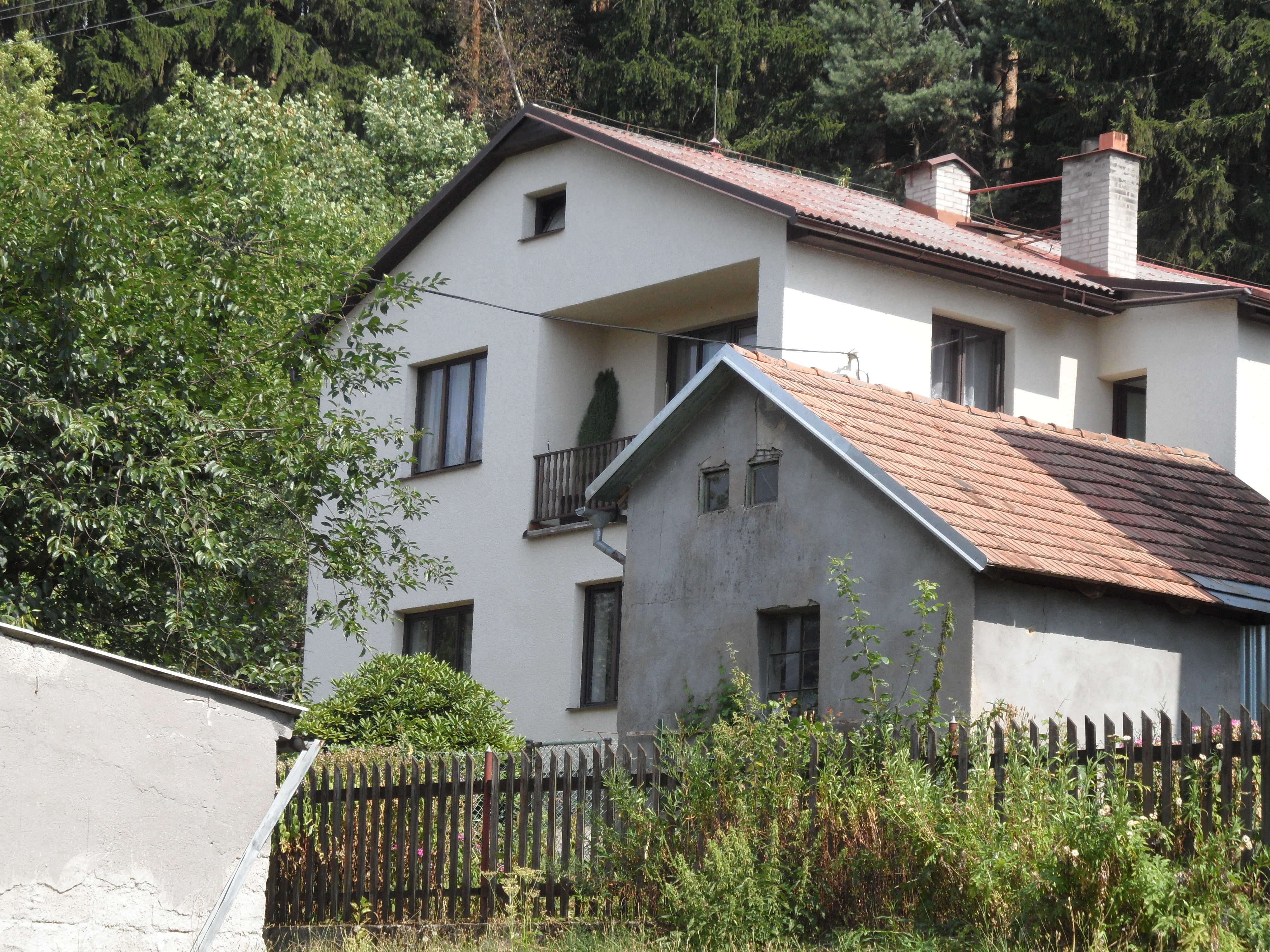
Domy
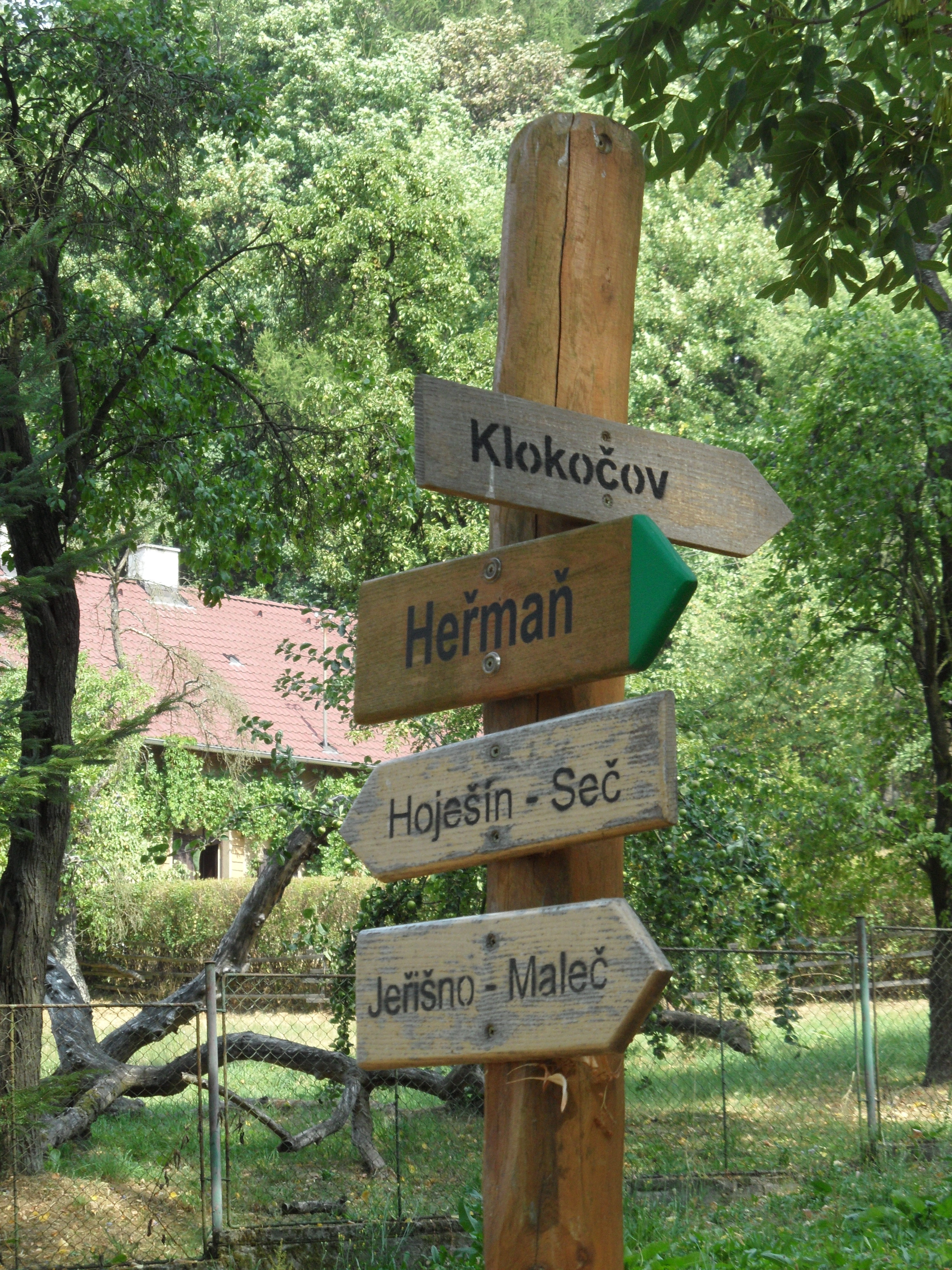
Rozcestník